# Black and Yellow
Singles de Wiz Khalifa
Say Yeah
(2008) Roll Up
(2011)
Black and Yellow (« noir et jaune ») est une chanson de Wiz Khalifa sortie le 4 septembre 2010 comme le premier single de l'album Rolling Papers (2010). La chanson a été écrite et composée par Wiz Khalifa et Stargate et produite par ces derniers.
La chanson est principalement une chanson sur une voiture, une Dodge Challenger que le rappeur a choisie en jaune rayée de noir (« black stripe, yellow paint »), en hommage à la ville de Pittsburgh où il a grandi, le noir et le jaune étant les couleurs officielles de la ville et de son drapeau. (« C'est être fier de sa ville, aussi »,dit-il dans une interview, « c'est ce qui m'a fait prendre une Challenger noire et jaune. J'aurais pu prendre une orange « old school », j'aurais pu la faire peindre en n'importe quelle couleur…»). 
Par extension, la chanson a donc pu devenir un genre d'hymne à la ville de Pittsburgh et à ses équipes sportives professionnelles qui arborent les couleurs de la ville, en particulier son équipe de football américain, les Steelers de Pittsburgh. 
Mais la chanson parle bien essentiellement d'une voiture jaune et noire, comme on peut le comprendre dans les paroles : « hit the pedal once, make the floor shake, suede inside, my engine roarin » (« je touche une fois la pédale et le plancher tremble, intérieur daim, mon moteur rugit »).
Le single est un énorme succès, se vendant 3,6 millions d'exemplaires dans le monde.

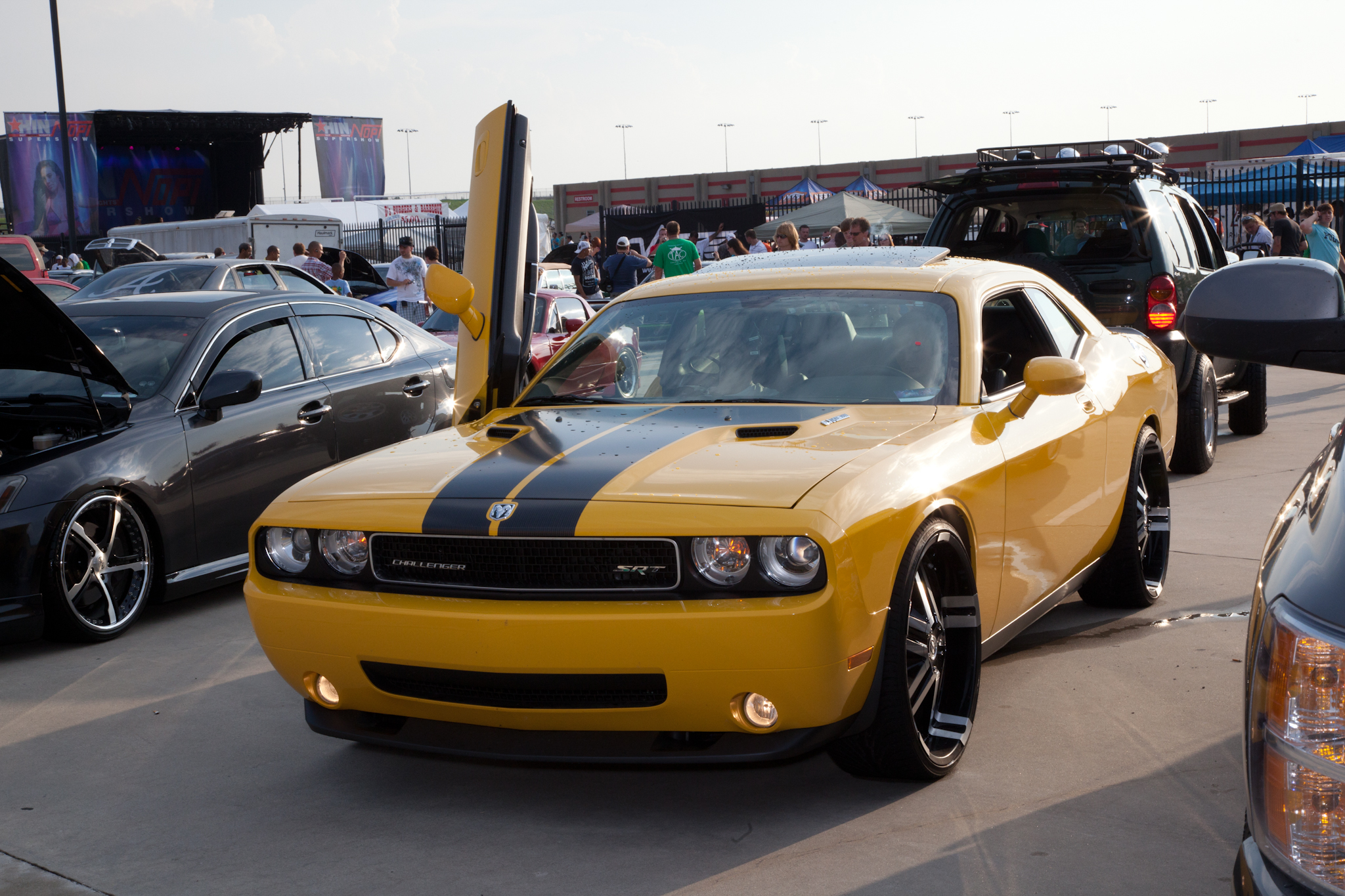
Une Dodge Challenger jaune et noire.
Le drapeau de Pittsburgh, Pennsylvanie.